# Pillon
Pillon är en kommun i departementet Meuse i regionen Grand Est (tidigare regionen Lorraine) i nordöstra Frankrike. Kommunen ligger i kantonen Spincourt som tillhör arrondissementet Verdun. År 2022 hade Pillon 250 invånare.

## Befolkningsutveckling
Antalet invånare i kommunen Pillon
| Referens: INSEE |